# 八賢里
25°13′56″N 121°31′06″E / 25.2321051°N 121.5184441°E
八賢里是台灣新北市三芝區下轄的一里，因為地點特殊及文化面向豐富，被中華民國行政院文建會選擇為重點社區之一，並取名為「共榮社區」。若不算及觀光旅客與未設籍人士，八賢村常住人口達756人，構成族群為閩南人與不會說客家母語的客家族群。
位居都市計畫區外圍的八賢里，本為典型水稻耕作社區型態。1980年代福壽螺災害入侵加上累積天災災變，耕地凌亂破碎，水稻稻田多為休耕。之後，部分農田轉作生產姣白筍、山藥、西瓜、甘藷及蔬菜等高經濟價值農產。近年，因「三芝名人文物館」及類似圓山草堂藝文單位入駐後，連同三處廢耕水車遺跡成為台北縣北海岸著名景點之一。